# Brown Turkey
Brown Turkey es un cultivar de higuera común Ficus carica , bífera (con dos cosechas por temporada de brevas e higos de otoño), con higos de epidermis de color de fondo verde marronáceo con sobre color violeta verdoso. Se cultiva principalmente en Francia, Italia y Texas, y es muy popular en los jardines privados de Inglaterra.

## Sinonimia
- „La Perpétuelle“,[4]
- „Albatera“,
- „San Piero“,
- „Negro Largo“,
- „Black Douro“,
- „Noire de Languedoc“,
- „Eastern Brown Turkey“,
- „English Brown Turkey“,
- „Everbearing“,
- „Texas Everbearing“,
- „Harrison“,
- „Ramsey“,
- „Common Blue“,
- „Brown Naples“,[5]

## Historia
El 'Brown Turkey' que fue descrito por Miller como: “tan conocido que no necesita descripción”,  es indudablemente una variedad europea, introducida en Inglaterra y con un nombre local sin referencia al origen.
Los sinónimos, 'Brown Naples', 'Long Naples', e 'Italian', podría indicar que vino de Italia, pero aún no se ha identificado con ninguna variedad de ese país. Sin embargo, durante más de dos siglos, este higo se ha mantenido a la cabeza de la lista de variedades inglesas para el cultivo en general, tanto al aire libre como bajo vidrio.
Coleman informó en 1880: “Para forzar no tenemos nada que superar, si tenemos algo que lo iguale, ya que es temprano, apuesto, muy prolífico, no propenso a caer, y de primera calidad.” 
En 1883, J.Clarke relató de un simple árbol de 'Brown Turkey' que cubría un espacio de pared de veinte yardas “literalmente cargado de fruta magnífica y bien formada.” W. I. (1893) se refiere a encontrar árboles que crecen en los blancos acantilados de Inglaterra, donde el rocío del mar se precipita sobre ellos. Más recientemente, E. A. Bunyard escribió: “Esta es la variedad más comúnmente cultivada; Supongo que hay más plantas plantadas que todas las demás variedades juntas, debido a su resistencia y productividad.”
Según Eisen, el 'Brown Turkey' fue llevado a California desde Boston por W. B. West en 1853, y desde Inglaterra por John Rock en 1883. Por lo que sin duda, ha sido introducido muchas veces por varios viveros.
En los primeros informes del California Agricultural Experiment Station incluyen al 'Brown Turkey' entre las variedades que se prueban en las subestaciones. Aparentemente, no pudo competir con éxito con otras variedades, y hasta hace poco no se encontraban árboles, ni siquiera en colecciones. Las presentaciones se han realizado desde Inglaterra bajo P.I. Nos. 81,676, 93,275, and 95,598. 
En Riverside, sin embargo, los árboles de estas importaciones, así como los obtenidos del sur de los Estados Unidos, están tan gravemente afectados por el virus del mosaico de la higuera causado por Ficivir caricae Condit & Horne, que rara vez se ha producido fruta normal. Por otro lado, los árboles que crecen en los estados del sur y del este no se ven afectados en absoluto o muy poco por el mosaico. Son de hábito enano de crecimiento, y resistentes a las heladas, comúnmente con dos cosechas.
El 'Brown Turkey' está considerado junto con 'Celeste' (Malta) como el higo más popular en los jardines privados desde Texas, al este de Florida y al norte de Maryland. El higo 'Everbearing' de Texas, descrito por Close (1935), es muy similar, si no idéntico a 'Brown Turkey', aunque es tratado como una variedad distinta por varios viveros. 'Harrison', brevemente descrito por Close (1933), y 'Delta', o 'New Delta', descrito por dos escritores anónimos en 1943 y 1944, también son muy similares a Brown Turkey.

## Características
La higuera Brown Turkey es una variedad bífera, de producción importante de brevas y destaca por sus higos de gran tamaño. Los higos Brown Turkey tienen forma alargada periforme, de color variegado verde marronáceo a azulado. Son densos, firmes y flexibles.
El receptáculo es delgado, de color verde pálido, la pulpa es carnosa, color ambarino con muchas semillas finas y beige. 
El ostiolo presenta una gran apertura y, al igual que las brevas, una gran cavidad interior que puede aparecer oxidada, depreciando la calidad de los frutos.
Las brevas maduran desde la tercera semana de junio hasta finales del mismo mes. Son de gran tamaño, con un peso medio de hasta 90 g. Los higos maduran desde finales de julio hasta finales de septiembre. Son de menor tamaño que las brevas.
Las higueras Brown Turkey son aptos para la siembra en USDA Hardiness Zones 5b a más cálida, producirá mucha fruta durante la temporada de crecimiento, incluso si se congela el suelo en el invierno. Se cultiva en Reino Unido y aguanta bien en algunas zonas de Suecia
Esta variedad es autofértil y no necesita otras higueras para ser polinizada.

## Cultivo
'Brown Turkey' son higueras resistentes al frío en áreas donde las temperaturas mínimas invernales no caen por debajo de 5 grados F. (-15 C.). Hay que tener en cuenta, sin embargo, que el tejido del tallo puede dañarse incluso a mucho más de 5 grados F., especialmente si se trata de un periodo prolongado de frío. Las higueras resistentes al invierno asentadas o maduras de varios años son más propensas a sobrevivir a un periodo frío prolongado. Los árboles jóvenes son más propensos a morir en suelos helados, especialmente si tienen "pies encharcados" o raíces cerca de la superficie,.
La higuera crece bien en suelos secos, fértiles y ligeramente calcáreos, en regiones cálidas y soleadas. La higuera no es muy exigente y se adapta a cualquier tipo de suelo, pero su crecimiento es óptimo en suelos livianos, más bien arenosos, profundos y fértiles. Aunque prefiere los suelos  calcáreos, se adapta muy bien en suelos ácidos. Teme el exceso de humedad y la falta de agua. En estos 2 casos, se producirá el amarilleamiento de las hojas 
.
Las temperaturas de -10 a -20 grados F (-23 a -26 C) definitivamente matarán a la higuera. De todas maneras en estas zonas y como prevención necesitará algún tipo de protección para el invierno con acolchamiento de los suelos con una gruesa capa de restos vegetales. En la primavera aparecerán ramas vigorosas (y fruta) si el pie ha sido protegido contra las fuertes heladas.

Higueras 'Brown Turkey'
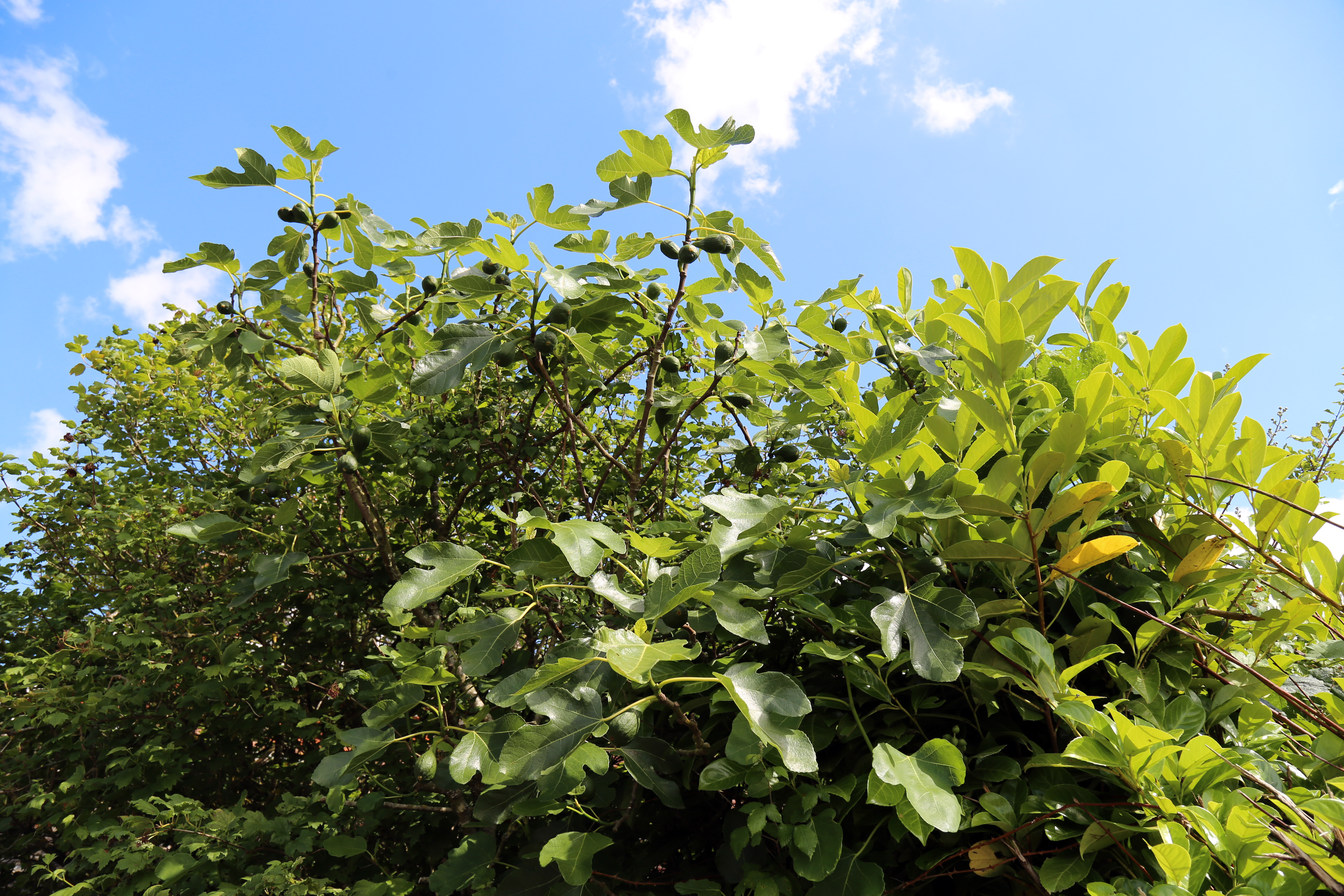
Higuera de 'Brown Turkey' en Shipley, West Sussex, Inglaterra.
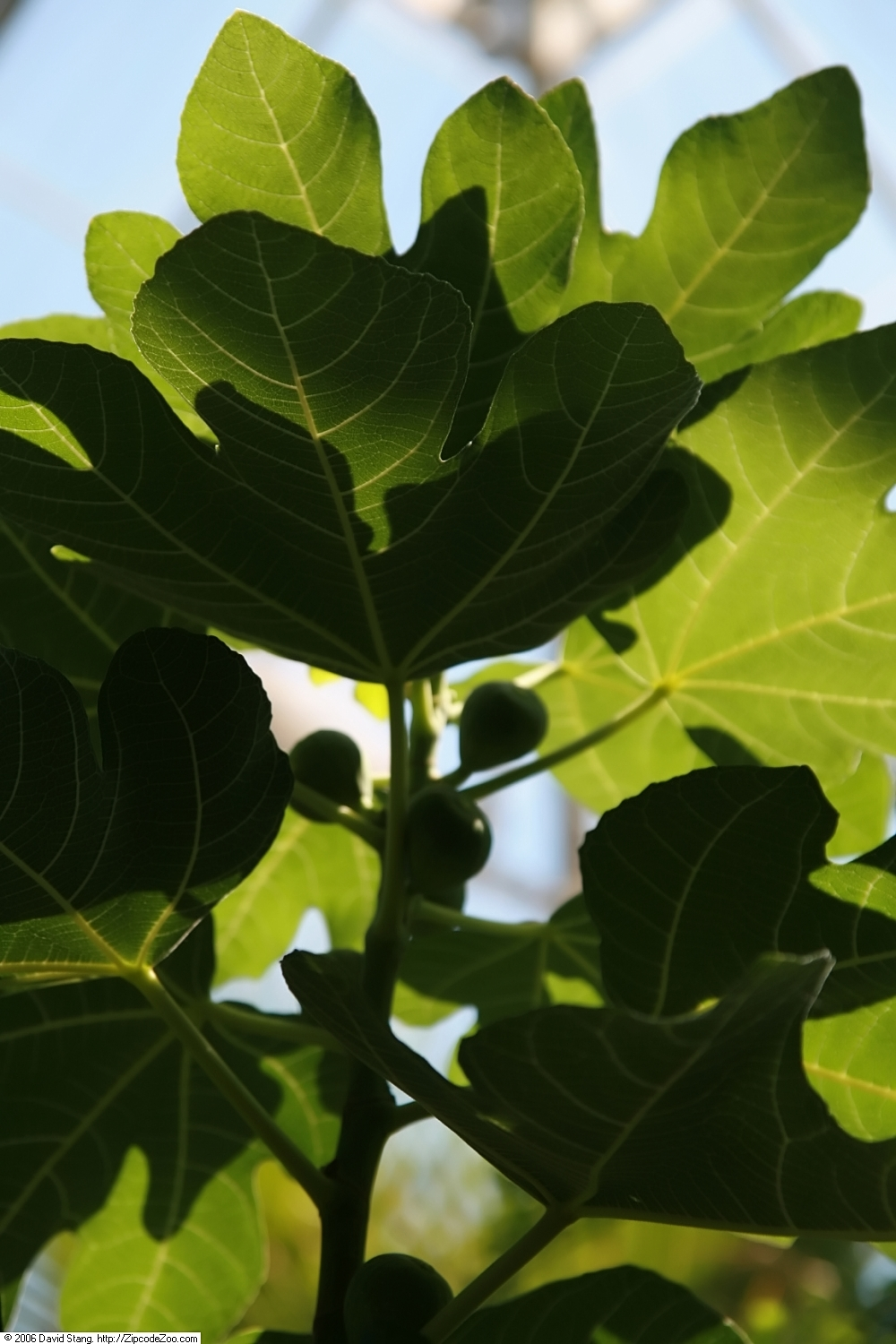
'Brown Turkey' en United States Botanic Garden.
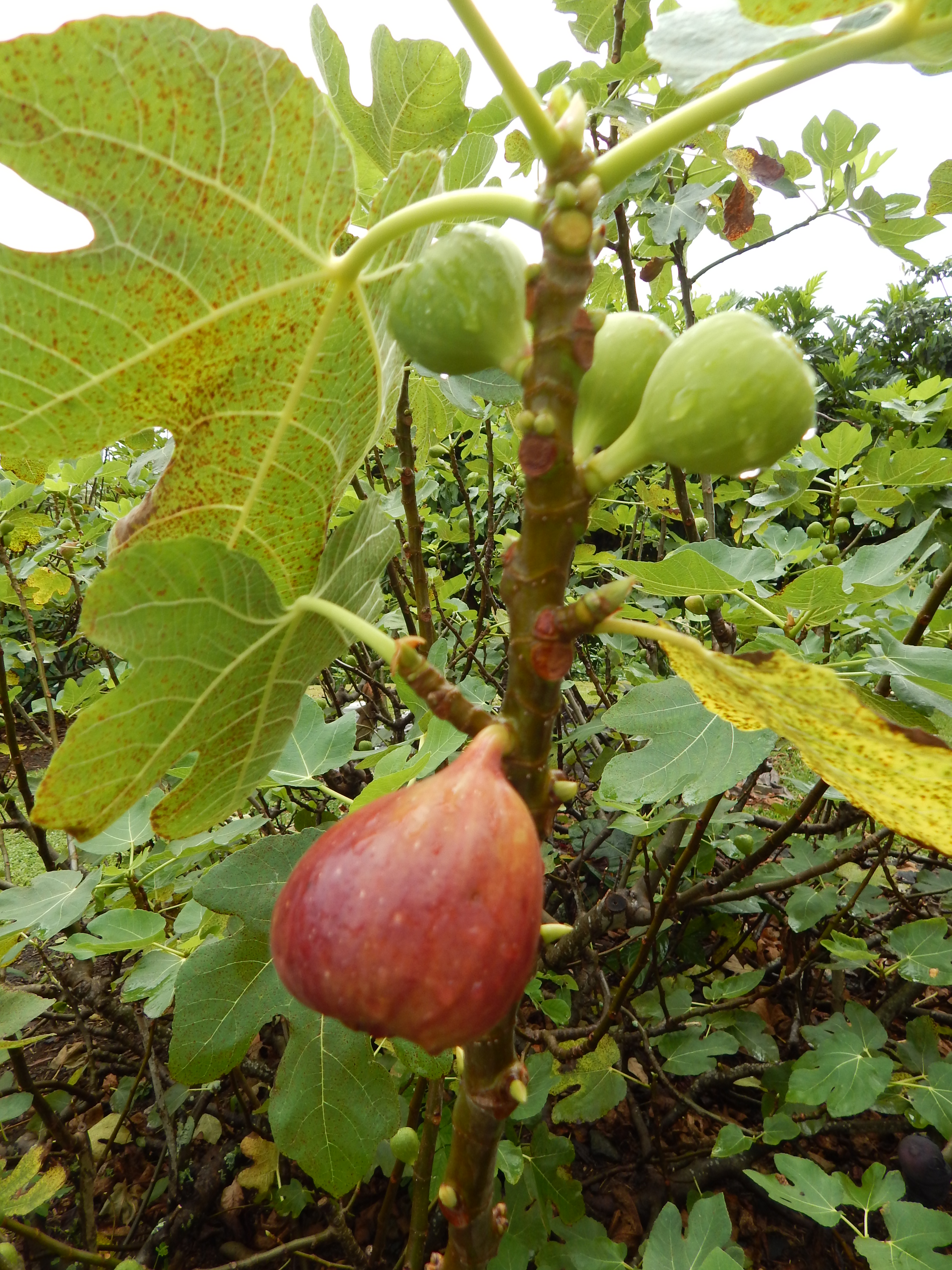
Higos 'Brown Turkey' en Waipio_Huelo-Maui.
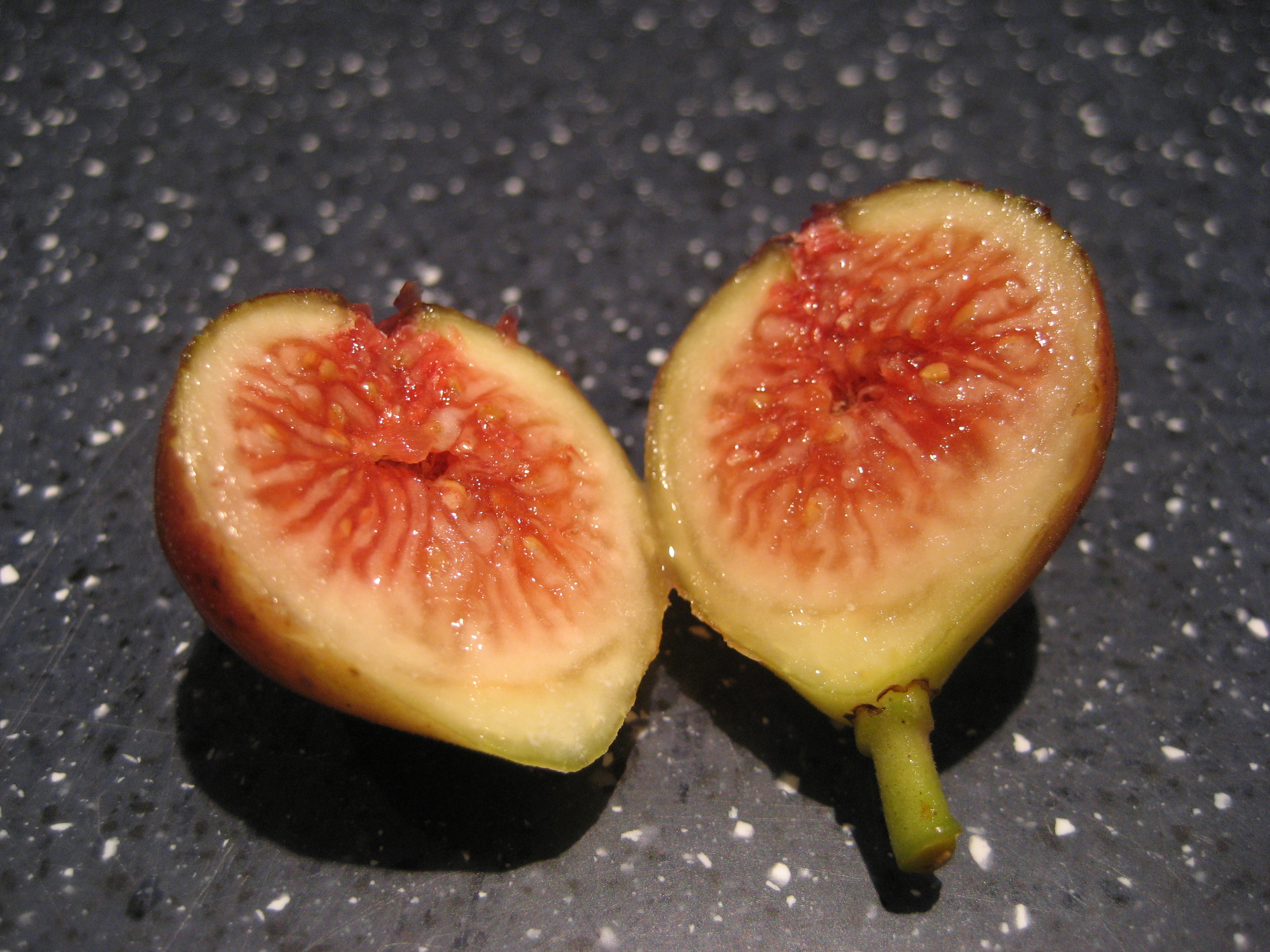
Corte de 'Brown Turkey'.
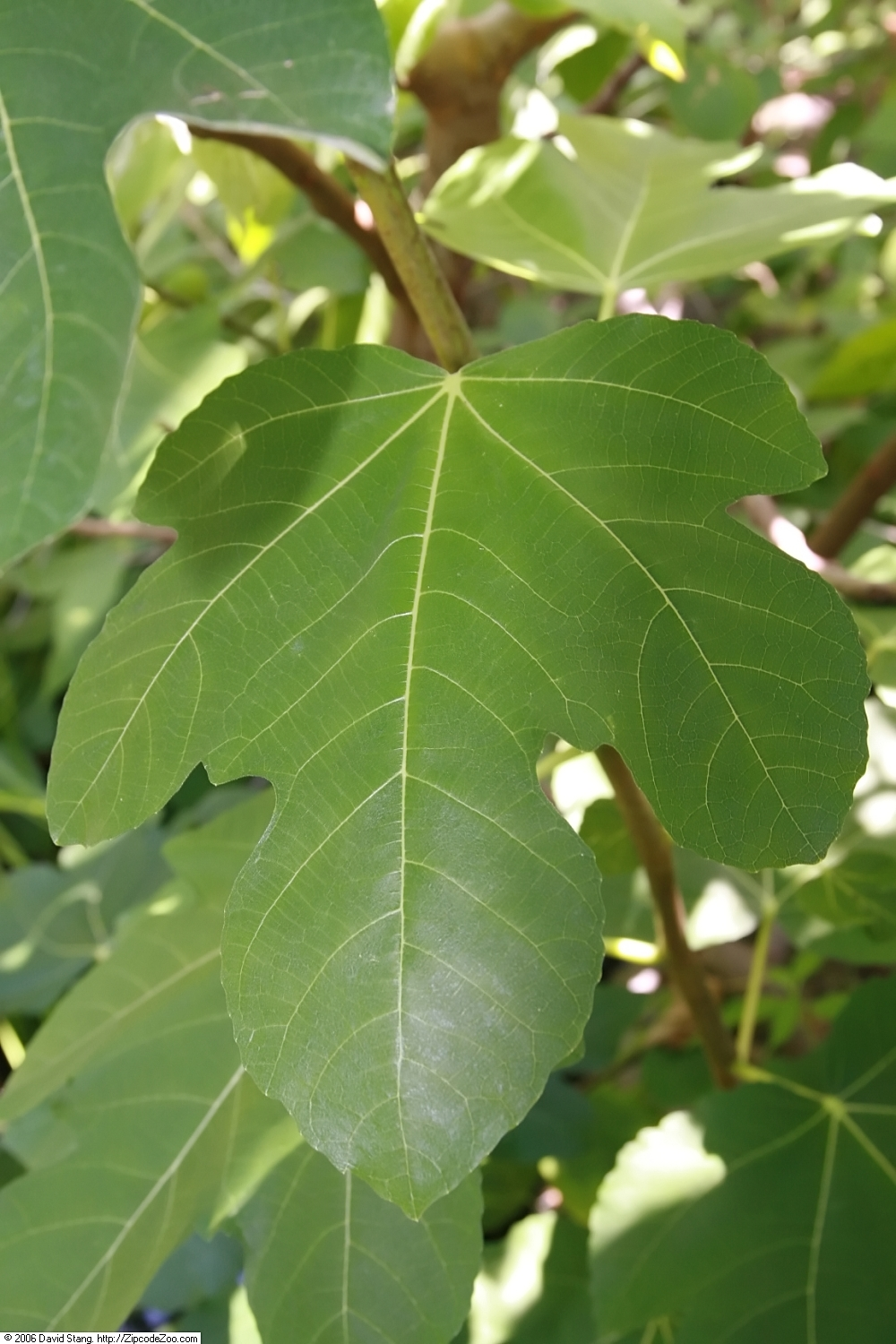
Hoja de 'Brown Turkey' en United States Botanic Garden.